# Cherokee (Iowa)
Cherokee település az Amerikai Egyesült Államok Iowa államában, Cherokee megyében, melynek megyeszékhelye is. Lakosainak száma 5199 fő (2020. április 1.).

## Népesség
A település népességének változása:

| 2010 | 5 253 |
| 2020 | 5 199 |